# Infjärdens kyrka
Infjärdens kyrka (även kallad Infjärdenkyrkan) är en kyrkobyggnad i Sjulnäs i Piteå kommun. Den är församlingskyrka i Piteå församling, Luleå stift.

## Kyrkobyggnaden
Ursprungliga kyrkan uppfördes 1973. Nuvarande kyrksal byggdes till 1979 efter ritningar av arkitekt Heiko Becker-Sassenhof. Byggnaden har en stomme av betong och trä. Ytterväggarna är klädda med brunt tegel och vitmålad träpanel.